# Масловка (Большесолдатский район)
Масловка — деревня в Большесолдатском районе Курской области. Входит в Любимовский сельсовет.

## География
Деревня находится в бассейне реки Реут на границе Большесолдатского и Медвенского районов, в 44 километрах к юго-западу от Курска, в 21 километрах к северо-востоку от районного центра — села Большое Солдатское, в 6,5 км от центра сельсовета – Любимовка.
Климат
Масловка, как и весь район, расположена в поясе умеренно континентального климата с тёплым летом и относительно тёплой зимой (Dfb в классификации Кёппена).

## Население
| 2002 | 2010 |
| ---- | ---- |
| 31   | ↘11  |

## Транспорт
Масловка находится в 1 км от автодороги регионального значения 38К-004 (Дьяконово — Суджа — граница с Украиной), на автодороге межмуниципального значения 38Н-195 (38Н-004 – 38Н-185), в 21 км от ближайшего ж/д остановочного пункта 439 км (линия Льгов I — Курск).